# Leichtathletik-Weltmeisterschaften 2023/Teilnehmer (Namibia)
| Goldmedaillen | Silbermedaillen | Bronzemedaillen |
| ------------- | --------------- | --------------- |
| —             | —               | —               |

Der Leichtathletikverband von Namibia, Athletics Namibia, entsandte für die Leichtathletik-Weltmeisterschaften 2023 in Budapest drei Athleten.

## Teilnehmer

### Frauen

#### Laufdisziplinen
| Athletin    | Disziplin | Finale       | Finale |
| Athletin    | Disziplin | Zeit         | Platz  |
| ----------- | --------- | ------------ | ------ |
| Alina Armas | Marathon  | 2:40:49 h SB | 49     |

### Männer

#### Laufdisziplinen
| Athlet                | Disziplin | Finale    | Finale |
| Athlet                | Disziplin | Zeit      | Platz  |
| --------------------- | --------- | --------- | ------ |
| Tomas Hilifa Rainhold | Marathon  | 2:23:36 h | 54     |

#### Sprungdisziplinen
| Athlet                  | Disziplin  | Qualifikation | Qualifikation | Finale | Finale |
| Athlet                  | Disziplin  | Weite         | Platz         | Weite  | Platz  |
| ----------------------- | ---------- | ------------- | ------------- | ------ | ------ |
| Chenoult Lionel Coetzee | Weitsprung | 7,55 m        | 29            | DNQ    | DNQ    |